# جون إس. إليوت
جون إس. إليوت (بالإنجليزية: John S. Elliott)‏ هو مدير فني أمريكي، ولد في 9 مايو 1889 في بونفيل في الولايات المتحدة، وتوفي في 13 فبراير 1950 في ساراتوغا سبرينغس في الولايات المتحدة.